# Wody śródlądowe

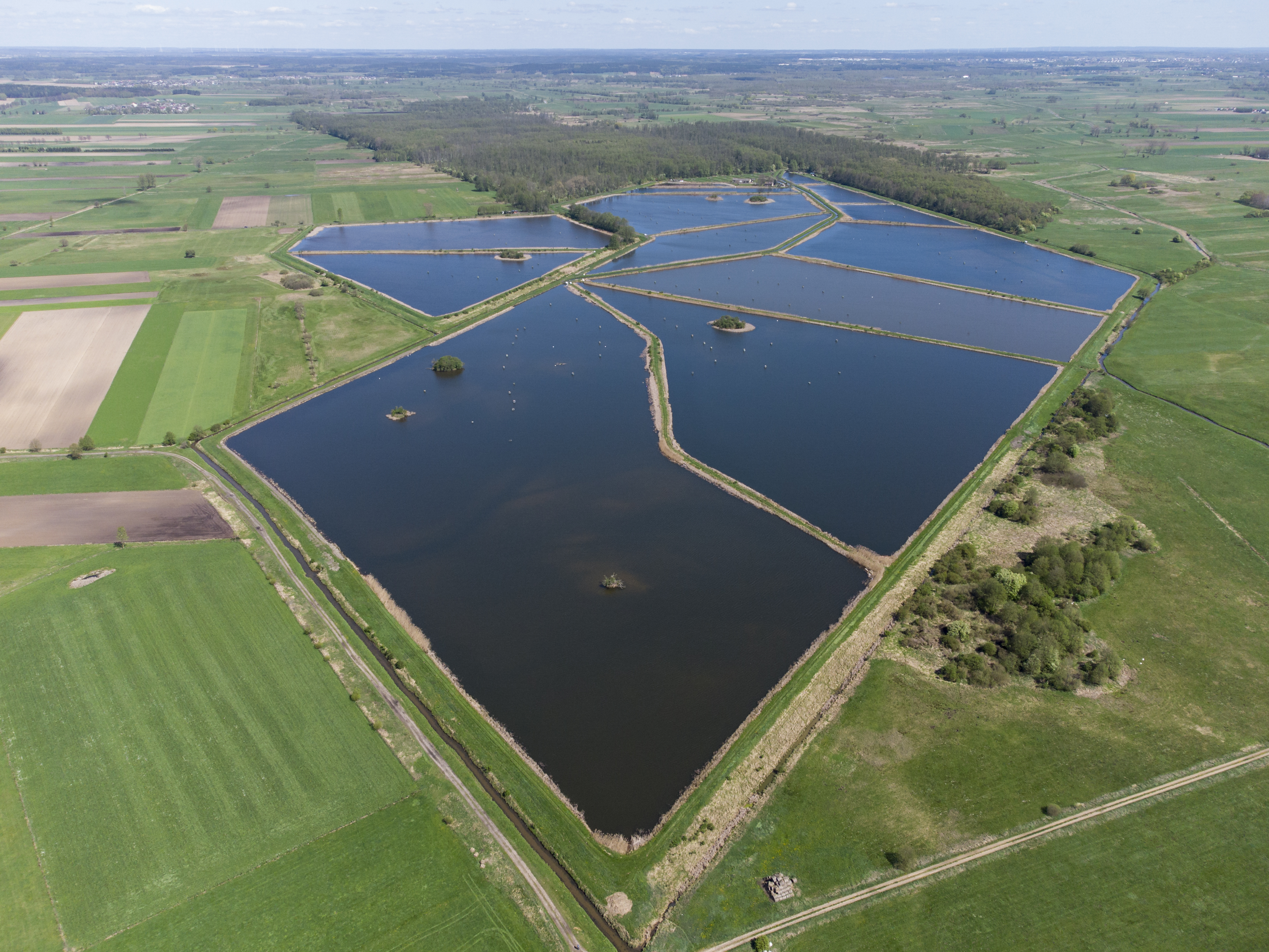
Wody śródlądowe

Wody śródlądowe – wszystkie wody stojące lub płynące na powierzchni lądu. W Unii Europejskiej dyrektywa 2000/60/WE Parlamentu Europejskiego i Rady z dnia 23 października 2000 r. ustanawiająca ramy wspólnotowego działania w dziedzinie polityki wodnej zalicza do wód śródlądowych wszystkie wody po stronie lądu od linii bazowej, od której odmierzana jest szerokość wód terytorialnych, czyli także morskie wody wewnętrzne. Definicja wód śródlądowych różni się w poszczególnych państwach na świecie. Konwencja Narodów Zjednoczonych o prawie morza ustanawia, że morskie wody wewnętrzne stanowią część wód wewnętrznych państw (w sensie stosowanego na nich prawa) i tylko w szczególnych wypadkach może być stosowane na nich prawo nieszkodliwego przepływu.
Zalicza się do nich wody lądowe (jeziora, rzeki, stawy, zapory, kanały, wody podziemne oraz wody bagienne, natomiast nie należą do nich pływalnie ani zbiorniki przeciwpożarowe), oraz morskie wody wewnętrzne (morze między brzegiem lądu i linią bazową, od której rozpoczyna się morze terytorialne).
Lądowe wody powierzchniowe dzielą się na:
- płynące, do których zalicza się wody w ciekach naturalnych, kanałach oraz w źródłach, z których cieki biorą początek, znajdujące się w jeziorach oraz innych naturalnych zbiornikach wodnych o ciągłym bądź okresowym naturalnym dopływie lub odpływie wód powierzchniowych, znajdujące się w sztucznych zbiornikach wodnych usytuowanych na wodach płynących;
- stojące, do których zalicza się wody znajdujące się w jeziorach oraz innych naturalnych zbiornikach wodnych niezwiązanych bezpośrednio, w sposób naturalny, z powierzchniowymi wodami płynącymi.

Definicje według europejskiej dyrektywy 2000/60/WE ustanawiającej ramy wspólnotowego działania w dziedzinie polityki wodnej:
- Wody śródlądowe – oznaczają wszystkie wody stojące lub płynące na powierzchni lądu i wszelkie wody podziemne po stronie lądu od linii bazowej, od której odmierzana jest szerokość wód terytorialnych.

- wody powierzchniowe – oznaczają wody śródlądowe z wyjątkiem wód podziemnych; wody przejściowe i wody przybrzeżne, z wyjątkiem sytuacji, kiedy z uwagi na stan chemiczny zaliczyć można do nich również wody terytorialne.

- Wody podziemne – oznaczają wszystkie wody znajdujące się pod powierzchnią ziemi w strefie saturacji oraz w bezpośredniej styczności z gruntem lub podglebiem.

- Wody przybrzeżne – oznaczają wody powierzchniowe po stronie w kierunku lądu od linii, której każdy punkt oddalony jest na odległość jednej mili morskiej po stronie w kierunku morza, od najbliższego punktu linii bazowej, od której mierzona jest szerokość wód terytorialnych, rozszerzając się, gdzie stosowne, aż do zewnętrznej granicy wód przejściowych.

- Rzeka – oznacza część wód śródlądowych płynących w przeważającej części po powierzchni lądu, ale mogących na pewnym odcinku swojego biegu płynąć pod ziemią.

- Jezioro – oznacza część wód śródlądowych powierzchniowych stojących.

- Wody przejściowe – oznaczają części wód powierzchniowych w obszarach ujść rzek, które są częściowo zasolone na skutek bliskości wód przybrzeżnych, ale które są pod znacznym wpływem dopływów wód słodkich.

- Sztuczna część wód – oznacza część wód powierzchniowych powstałą na skutek działalności człowieka.

- Silnie zmieniona część wód – oznacza część wód powierzchniowych, których charakter został znacznie zmieniony na skutek fizycznego oddziaływania człowieka, według wskazania przez Państwo Członkowskie zgodnie z przepisami załącznika II.